# Palice (nástroj)

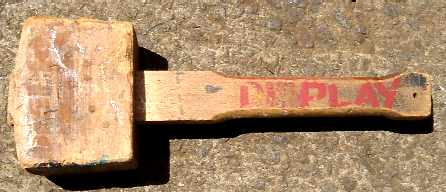
Dřevěná palička

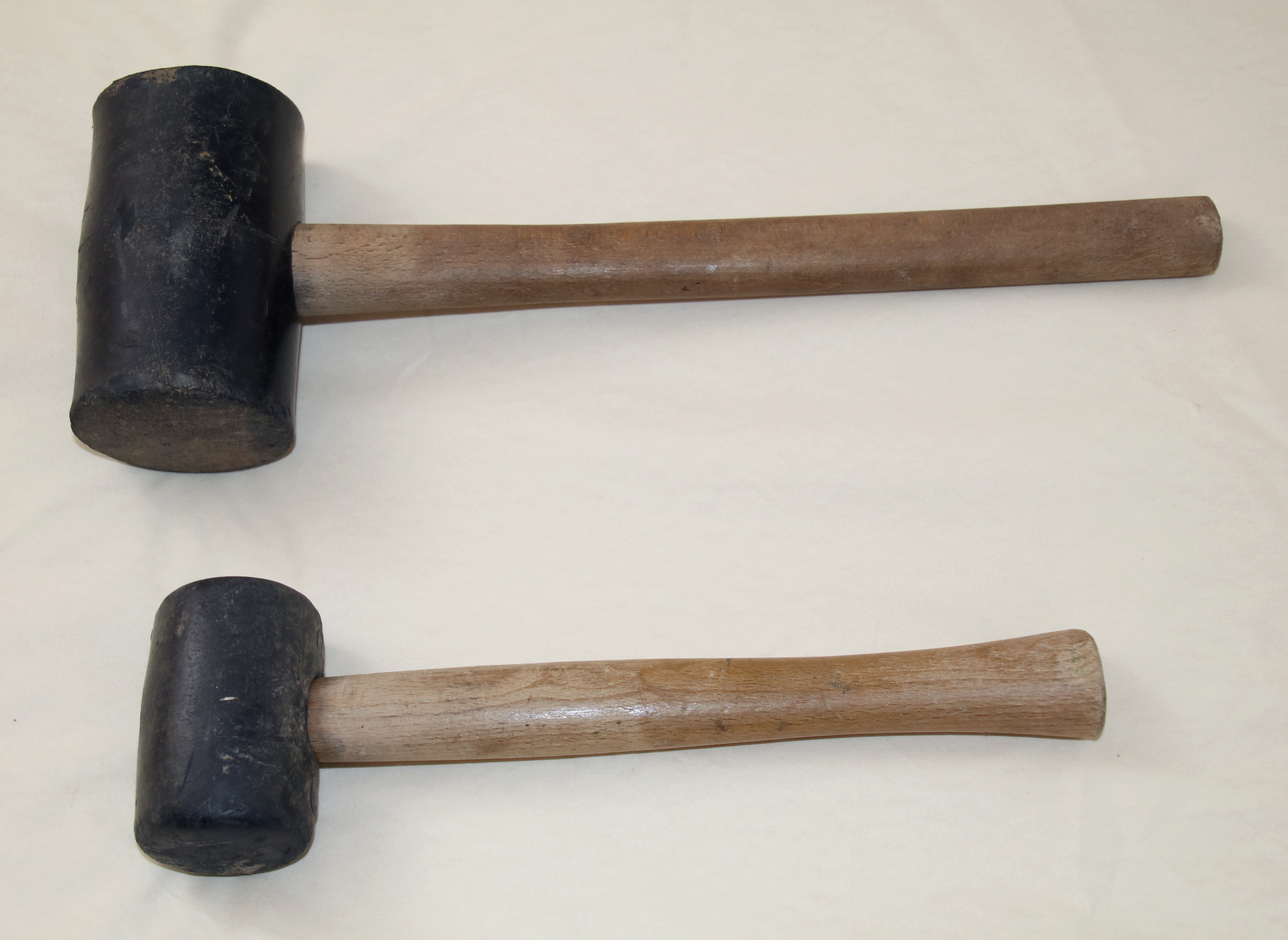
Gumové paličky.

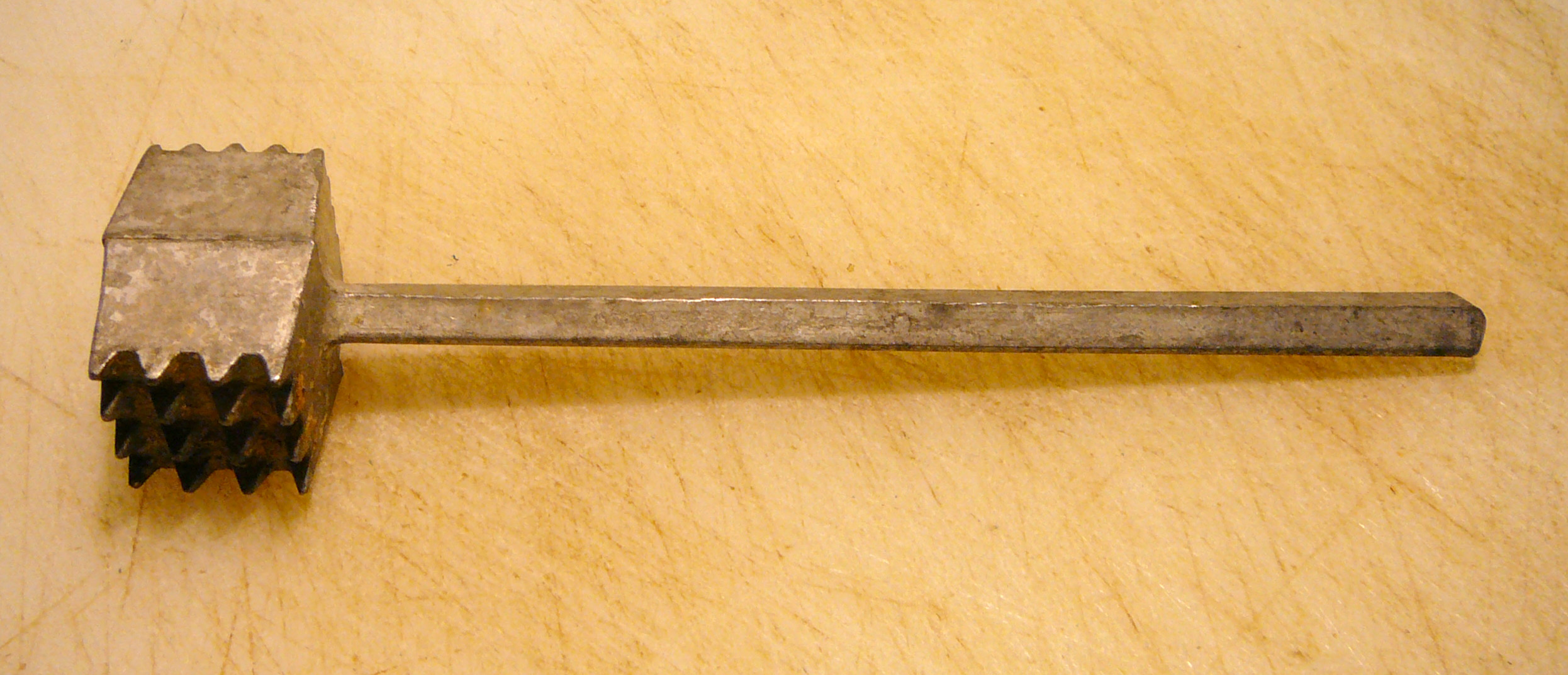
Hliníková palička na maso

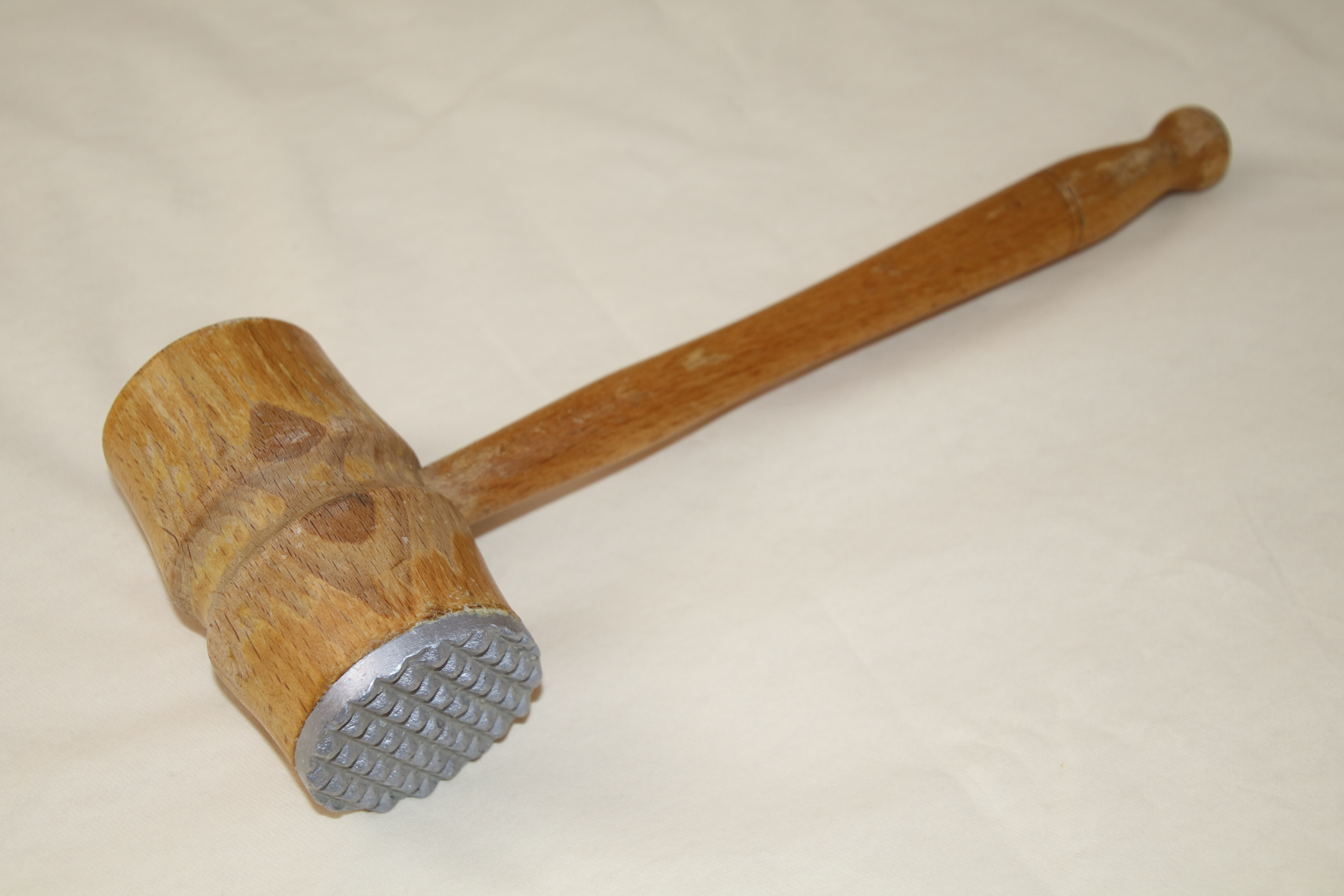
Palička na maso.

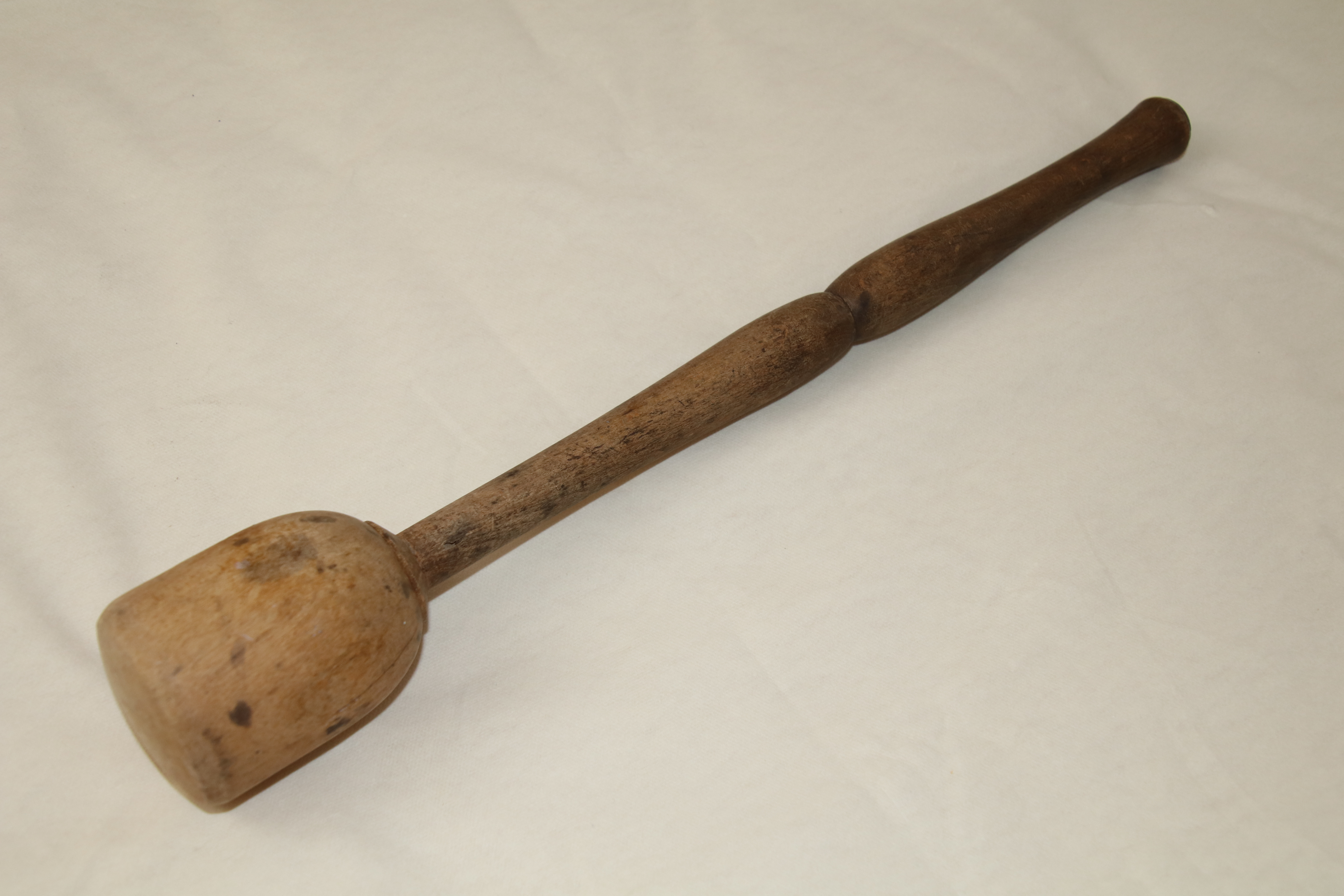
Trdlo.

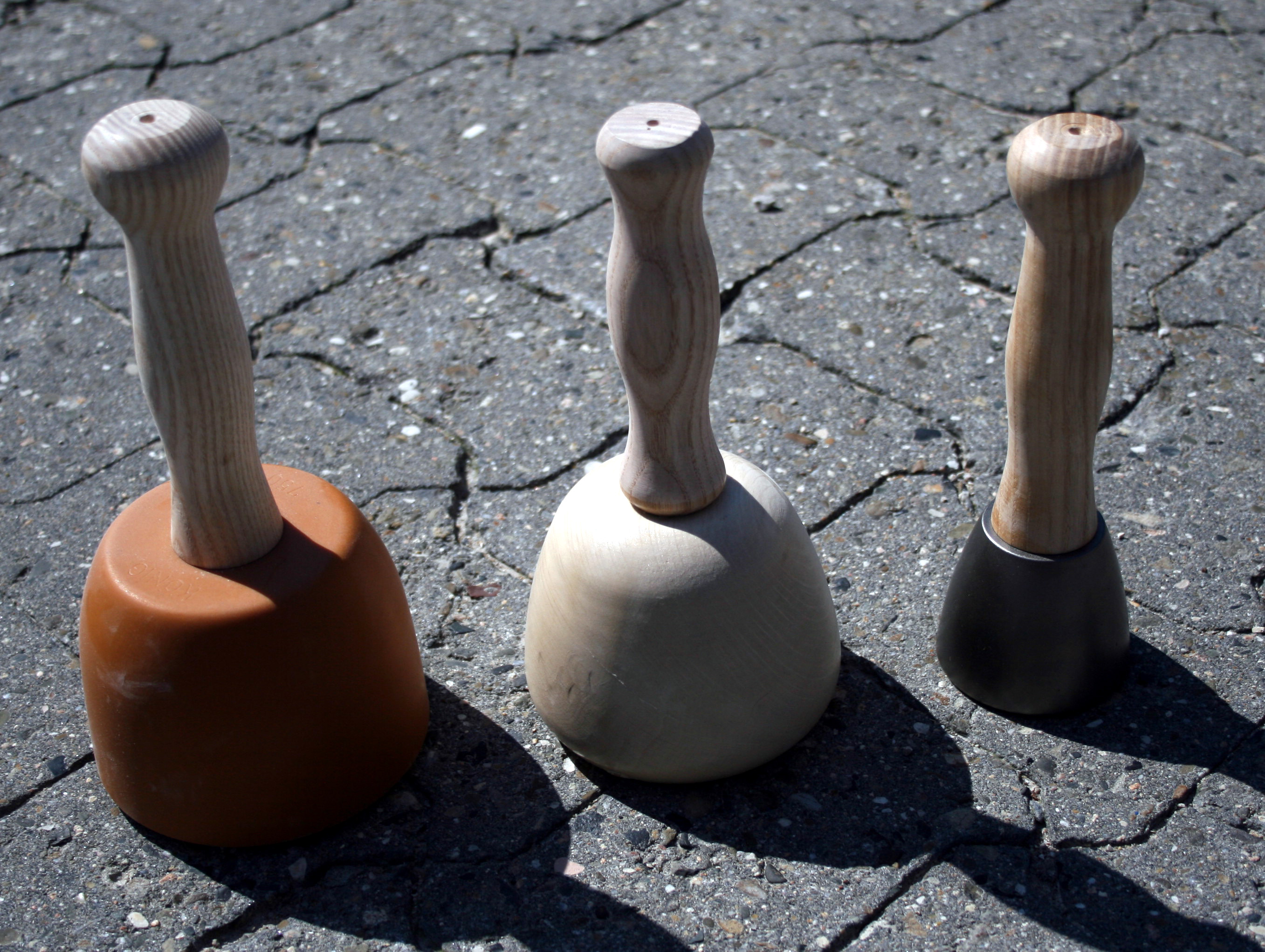
Kamenické paličky

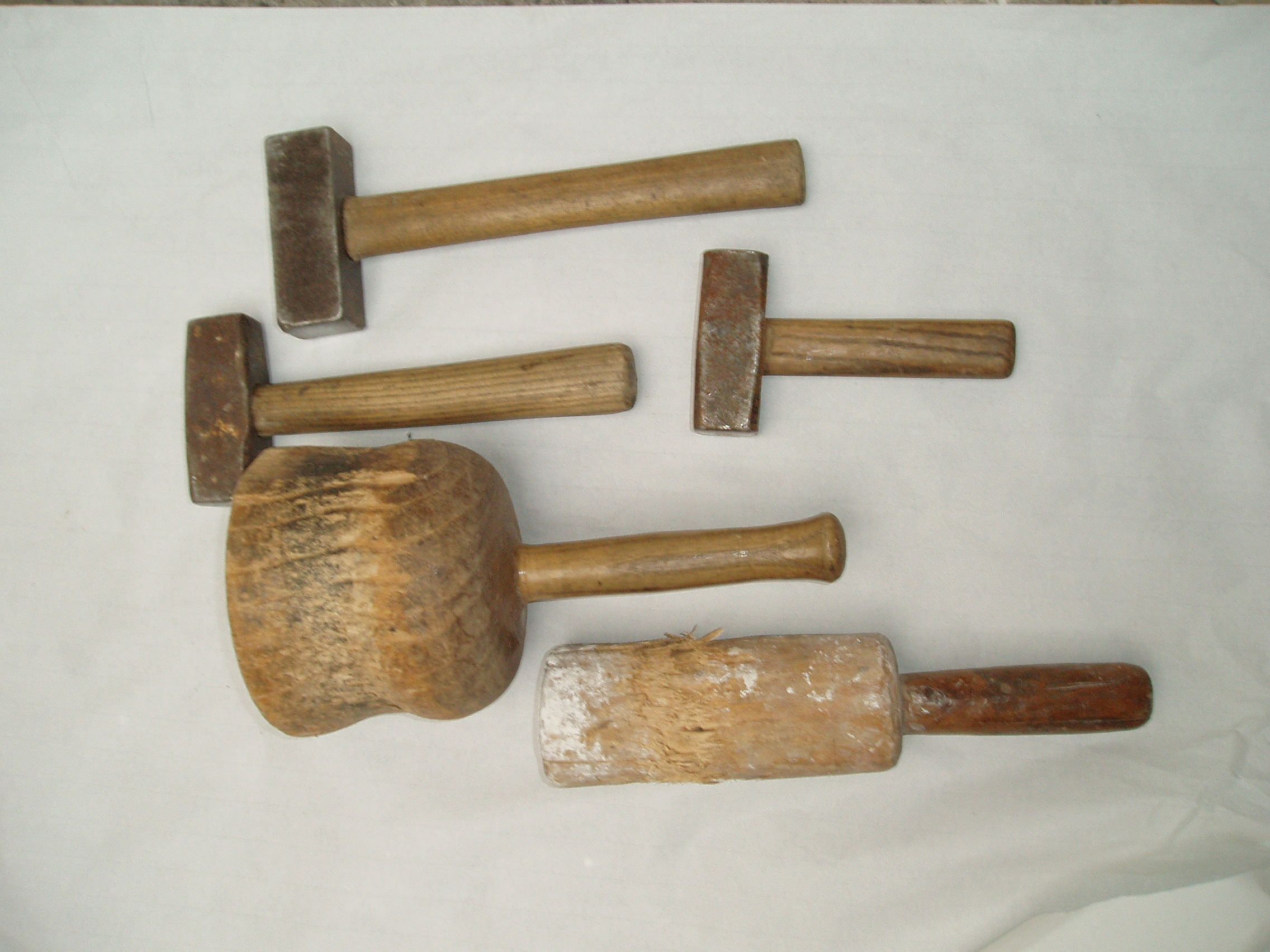
Kamenické paličky

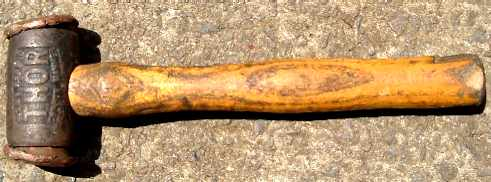
Železná palička s měděnými lícemi

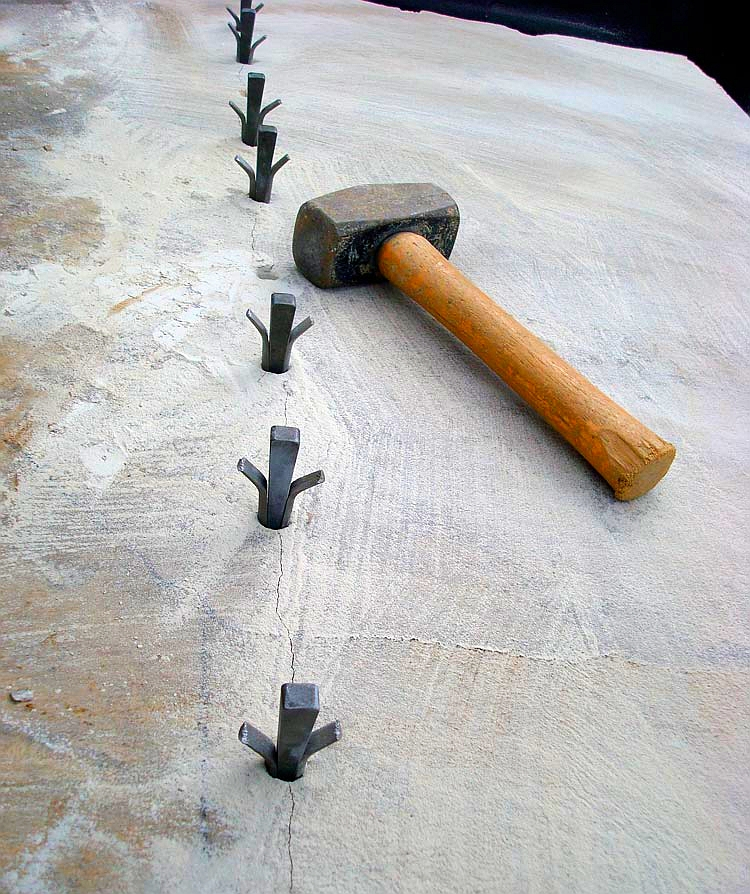
Palice

Palice (menší palička) je rázový pracovní nástroj, skládající se z hlavy a násady (topůrka). Používá se pro tlučení na špičaté nástroje (obdobně kladivům) nebo k přímým úderům. Palice je větší, mohutnější, často dvouruční. Palička bývá menší, často jednoruční. Hlava bývá symetrická vůči násadovému otvoru a má zpravidla symetrické obdélníkové, čtvercové nebo kruhové líce.

## Rozdělení dle držení
Palice jednoruční dřevěná: mívá hmotnost až 3 kg, což je fyziologická hranice pro namáhání zápěstí. Má krátkou násadu, (cca 180 mm), ale silnou. Na konci bývá násada zesílena, do téměř kulovitého tvaru, aby palice nevypadávala z ruky. Ruka se brzy unaví nebo zpotí, a násada by mohla sklouznout a z ruky vyletět. Násada se někdy zhotovuje pořízem z násady na krumpáč. 
Palice dvouruční obvykle 5, 7, 10, 13 kg. Mají tlustou a rozšiřující se násadu, nejtěžší 10 a 13 kg mají násadu dlouhou 1,1 metru. U nich se také už nerozlišuje, zda mají tvar kladiva (s nosem) nebo palice a nazývají se jednotně palice. Pozor na bezpečnost práce! Při úderech do kovadliny nesmí násada nikdy směřovat proti břichu, ale bokem. Pokud bychom nechtěně udeřili těsně před hranu kovadliny, perlík odskočí takovou silou, že se může zarazit do břicha.

## Rozdělení dle materiálu
- dřevěná
- železná, nejčastěji ocelová
- měděná
- mosazná
- bronzová
- hliníková
- gumová
- plastová

## Druhy palic a paliček
- železná palice – na obou stranách má plosku (na rozdíl od kladiva, které má na jedné straně klínový nos).
- montážní palička – k montáži a demontáži dílů lícovaných s mírným přesahem.
- palička na maso – k naklepání a změkčení masa.
- trdlo – s válcovou hlavou a zaoblenými rohy: k roztloukání (drcení) plodin; ke stloukání másla v máselnici.
- tlouk – mosazná nebo bronzová palička se zploštělými hlavami na obou stranách - k drcení léků či bylin v hmoždíři
- gumová stavební palička – k usazování cihel do malty.
- kamenická palička – ocelová či železná, pro práci s dláty prýskáč, špice a dvojzubák; dřevěná pro práci s ostatními kamenickými dláty, většinou na měkčí kámen.
- pemrlice – palice s povrchem opatřeným hroty, k opracování kamene a podobných materiálů.
- bubenická palička – na buben nebo činely
- cimbálové paličky – na cimbál
- perlík – dvouruční kladivo užívané v kovářství
- kalač – štípací kladivo, z jedné strany podobné palici, z druhé sekeře

## Použití
- zámečník: montážní palička – údery na nástroj, zpracování kovů
- klempíř: železná palice – rovnání či ohýbání materiálu
- zedník: gumová palička – usazování cihel do malty, tvorba otvorů, demolice
- dlaždič: gumová palička – usazování dlaždic
- kameník, sochař: kamenická palička – opracování kamene či dřeva
- tesař: železná palice – zatloukání kramlí
- kuchař: palička na maso, trdlo – změkčení masa, roztloukání (drcení) plodin, stloukání másla
- lékárník: tlouk v hmoždíři – drcení léků či bylin na prášek
- táborník: železná palice – zatloukání stanových kolíků), zatloukání kůlů
- stavebník: železná palice – zatloukání kůlů
- kovotepec: železná palice – opracování kovů
- hudebník: bubenické paličky, cimbálové paličky –  hra na hudební nástroje